# Anton Plate
Anton Plate (Hildesheim, 4 januari 1950 – Braunschweig, 8 september 2023) was een Duits componist, muziekpedagoog en dirigent.

## Levensloop
Plate studeerde van 1968 tot 1973 aan de Hochschule für Musik und Theater Hannover schoolmuziek, muziektheorie en compositie bij onder andere Heinrich Sutermeister en Alfred Koerppen. In 1976 kreeg hij een studiebeurs voor de "Deutsche Akademie Rom Villa Massimo" in Rome en in 1979 een studiebeurs van de Duitse deelstaat Nedersaksen.
Hij was van 1974 tot 1997 dirigent van het Jugendsinfonieorchester Hannover. Sinds 1982 was hij professor voor muziektheorie aan de Hochschule für Musik und Theater Hannover.
Als componist schrijft hij voor vele genres. In 1983 voltooide hij zijn eerste opera Lisabetto und Lorenzo.
Plate overleed op 73-jarige leeftijd.

## Composities

### Werken voor orkest
- 1980 Kammersinfonie, voor kamerorkest (3 violen, 2 altviolen, 2 cello's, 1 contrabas, 1 trompet, 1 slagwerk (buisklokken), 1 piano)
- 1992 Der Leuchtturm am Ende der Welt - Stille, concert in twee taferelen voor viool en orkest
- 1995 Ahab, voor groot orkest
- 1999 You must finish your journey alone, voor groot orkest
- 2001 Passing, voor groot orkest
- 2002 Leaving, voor groot orkest
- 2003 At the River, voor groot orkest
- 2004 Abschied, voor groot orkest
- 2007 Happy Birthday Dear Ingo, voor strijkorkest

### Werken voor harmonieorkest
- 1977 Standard

### Muziektheater

#### Opera's
| Voltooid in | titel                 | aktes  | première | libretto                                                                            |
| ----------- | --------------------- | ------ | -------- | ----------------------------------------------------------------------------------- |
| 1983        | Lisabetto und Lorenzo | 1 akte |          | Hans Sachs, Jean Soubeyran en de componist naar "Decamerone" van Giovanni Boccaccio |

#### Balletten
| Voltooid in | titel  | aktes | première | libretto | choreografie |
| ----------- | ------ | ----- | -------- | -------- | ------------ |
| 1977        | Asbain |       |          |          |              |

#### Toneelmuziek
- 1977 Moon a pale imitation, voor sopraan, tenor en 17 instrumenten - tekst: folklore en Johann Wolfgang von Goethe - première: 23 november 1977, Staatliche Hochschule für Musik und Theater Hannover

### Vocale muziek
- 1974 Die geharnischte Venus, voor sopraan en kamerensemble
- 1979 The Sleeper, voor bariton, slagwerk en 2 piano's - tekst: Edgar Allen Poe
- 1982 The Sting, voor sopraan, 2 klarinetten, hoorn, trompet, slagwerk, geluidsband, piano, 3 violen, altviool, 2 cello's en contrabas - tekst: Herman Melville
- 1984 Der Spinner in Lied, voor sopraan, 2 klarinetten, 2 violen, 2 altviolen en cello

### Kamermuziek
- 1970 Trio, voor strijkers
- 1972 Kwartet, voor hoorn en 3 violen
- 1974 Solo, voor blokfluit en geluidsband
- 1978 Farewell, voor viool, altviool en cello
- 1978 Golden Jubilee, voor 6 trombones, tuba, pauken, viool en 2 piano's

### Werken voor piano
- 1970 Epitaph
- 1974 Rose for Emily, voor twee piano's
- 1977 Variationen über ein romantisches Thema, voor twee piano's
- 1981 Greasy Luck, voor twee piano's
- 1989-1992 Was kann Dich noch rühren?, zes stukken voor piano
- 1993-1994 Do times really change
- 2005 Alle Jahre wieder